# Geryon Montes
Geryon Montes és una estructura geològica del tipus mons a la superfície de Mart, situada amb el sistema de coordenades planetocèntriques a -7.17 ° de latitud N i 281.5 ° de longitud E. Fa 377.83 km de diàmetre. El nom va ser fet oficial per la UAI l'any 1982 i pren el nom d'una característica d'albedo.